# スネ・エリクソン
スネ・エリクソン（スウェーデン語: Sune Eriksson、1939年3月19日 - ）は、オーランド諸島の政治家、オーランド諸島自治政府第7代首相